# Grotte de Roquemaure
Pour les articles homonymes, voir Roquemaure.
La grotte de Roquemaure est un site préhistorique situé à Saint-Amancet, dans le Tarn, en France. Elle est reliée à l'aven Viala par un très étroit passage. Elle a été fréquentée au Néolithique récent.

## Situation
La grotte de Roquemaure est située au lieu-dit le Prat dal Poul, à Saint-Amancet. Son entrée se trouve sur le versant gauche, au-dessus du ruisseau des Avaris, et fait face à une carrière de calcaire.

## Description
La grotte s'ordonne le long d'une galerie horizontale s'étendant sur 250 mètres, dont 130 mètres pour la partie sépulcrale, où s'écoulait anciennement une rivière souterraine. On pénètre d'abord dans une grande salle de 25 mètres sur 8 et 6 de haut, présentant des concrétions. Un corridor s'ouvre sur un passage de 40 mètres sur 2,5 mètres. Au fond de la grotte, une étroiture ouvre sur l'aven Viala.

## Historique
L'aven Viala a été découvert en 1952 par les frères Viala, des spéléologues appartenant à la Société de recherches spéléo-archéologiques du Sorézois et du Revélois. Ils trouvèrent un gouffre à profil vertical, qu'ils ont nommé l'aven Viala, et qui descend jusqu'à 130 m.
Il a fallu attendre jusqu'au 17 septembre 1981 pour que la grotte en elle-même soit découverte par d'autres spéléologues, qui parviennent à forer le passage étroit au fond de l'aven. Parvenant dans la large galerie, ils découvrent les vestiges préhistoriques et préviennent la Direction régionale des Affaires culturelles (DRAC) sans rien toucher.
Le 25 avril 1982, l'entrée naturelle de la grotte est trouvée et dégagée. Les hommes préhistoriques n'avaient en effet pas accédé à la galerie par le gouffre. Les fouilles sont alors réalisées en quatre phases, mai 1982, décembre 1982, mai 1983 et juin 1983. Ce sont sept zones qui sont sondées par une équipe d'environ 30 personnes.

## Chronologie
La grotte de Roquemaure a été fréquentée à deux reprises ; tout d'abord lors d'un habitat de courte durée au Néolithique récent, qui a laissé des traces de foyer, de mobilier lithique et autres céramiques ; ensuite lors de la création des sépultures, dans la partie haute de la caverne, avec d'autres vestiges laissés.   

## Vestiges

### Sépultures
La grotte a livré huit individus fossiles clairement identifiés (peut-être plus en réalité), malgré les concrétions recouvrant désormais les ossements.
1. Sépulture placée dans un gour. Les ossements ont été déplacés à cause des écoulements d'eau. Malgré les concrétions, on a pu identifier un squelette complet là où on ne distinguait originellement qu'une scapula, des vertèbres et le crâne. Le squelette, sûrement d'un jeune adulte, devait être placé sur le côté droit, avec le dos contre la paroi et les membres repliés. On a trouvé des tessons de poterie, des ossements animaux et des charbons de bois autour.
2. À 7 mètres de la première sépulture ont été trouvés divers os, enfouis sous de l'argile.
3. Crâne trouvé dans une fissure de la paroi gauche, qui a certainement été amené là par les écoulements.
4. Second crâne dans la même fissure.
5. Troisième crâne, d'enfant, recouvert de calcite et trouvé dans une autre fissure de la même manière.
6. Autre sépulture
7. Autre sépulture
8. Autre sépulture

### Céramique
23 vases datant du Néolithique récent ont été trouvés dans toute la grotte. Les couleurs vont du beige clair au noir en passant par du rouge. Les formes vont quant à elles du bol à la jatte, en passant par l'écuelle.

### Ornements
On a trouvé un certain nombre d'ornements, composés principalement de perles (109 en disques, 3 tubulaires), mais aussi une épingle en os de 6 cm, une quinzaine de dentales et une pendeloque en calcaire.

### Outils
Les fouilles ont mis au jour un ensemble de trois scies, une lame, une pointe de flèche pédonculée et un grattoir, tout cela en silex. En outre, les archéologues ont aussi trouvé un fragment de hache polie. 